# Bernard Sarrette
Bernard Sarrette (Bordeaux, 27 novembre 1765 – Parigi, 13 aprile 1858) è stato un musicologo e militare francese, fondatore del Conservatorio di Parigi.

## Biografia
Figlio di Jean Sarrette, calzolaio di Bordeaux e di Marie Orcival, Bernard Sarrette durante la rivoluzione francese fece parte della Guardia nazionale, raggiungendo il grado di capitano. Nel 1789 riuscì nell'impresa di assemblare quarantacinque strumentisti per istituire il primo gruppo della Banda musicale della Guardia nazionale stessa con François-Joseph Gossec come direttore artistico.
Nel maggio del 1790 il consiglio comunale di Parigi ampliò questa formazione a settantotto musicisti e in occasione delle grandi celebrazioni rivoluzionari questo corpo fu ulteriormente rafforzato con una formazione composta di dieci flauti, trenta clarinetti, diciotto fagotti, quattro trombe, cinque tromboni, dodici corni, otto serpentoni, dieci percussioni, grandi e piccoli tamburi, timpani, piatti, un triangolo. Fu prevista l'aggiunta di  trecento batteristi per feste particolarmente prestigiose.
Dato che, nel corso degli anni, scarseggiarono i fondi per mantenere questo corpo, decise di fondare un centro didattico educativo libero per musicisti (1792), che piano piano si sviluppò e si espanse fino a formare una vera e propria "Scuola di musica" (Ecole gratuite de Musique de la Gard Nationale Parisienne), capace di accogliere centoventi studenti, per lo più figli di membri della Guardia Nazionale, di età compresa tra dieci e venti anni, per insegnare loro a suonare gli strumenti musicali.
Inizialmente l'istituto musicale venne denominato Institut national de musique e solo nel 1795 assunse la definizione di Conservatoire (Conservatorio).
Nel 1814, a causa delle alterne vicende politico-sociali francesi, il suo incarico vacillò e durante il periodo della restaurazione venne licenziato. Fu anche arrestato più volte, dapprima nel marzo 1794 a causa di inimicizie politiche, successivamente nel 1814 fu imprigionato per due mesi durante i quali la scuola venne chiusa.
Sposò Marie-Catherine-Pélagie Maillère figlia di Gabriel Maillère.